# Arnia (città)
Arnia è una città dell'India di 9.057 abitanti, situata nel distretto di Jammu, nel territorio del Jammu e Kashmir. In base al numero di abitanti la città rientra nella classe V (da 5.000 a 9.999 persone).

## Geografia fisica
La città è situata a 32° 31' 0 N e 74° 47' 60 E e ha un'altitudine di 268 m s.l.m.

## Società

### Evoluzione demografica
Al censimento del 2001 la popolazione di Arnia assommava a 9.057 persone, delle quali 4.691 maschi e 4.366 femmine. I bambini di età inferiore o uguale ai sei anni assommavano a 1.131, dei quali 622 maschi e 509 femmine. Infine, coloro che erano in grado di saper almeno leggere e scrivere erano 5.932, dei quali 3.393 maschi e 2.539 femmine.